# 中華人民共和國分離主義
中華人民共和國分離主義，為中華人民共和國政府認定的分離主義與民族自決運動。中華人民共和國在1949年建國之後，認定自身為中國唯一合法代表，擁有中國完整主權，在《中華人民共和國憲法》與《反分裂國家法》中，認定在中國境內地區與民族發起分離主義運動皆為非法。
在國共內戰中，中華民國撤退至台灣。雖然中華人民共和國從未控制台灣，但根據其法律，台灣為中國合法擁有的領土，因此他們視中華民國為主要的分離主義勢力。此外，在中華人民共和國境內，尚有西藏獨立運動、新疆獨立運動、蒙古獨立運動等不同的分離主義。

## 概論
中国共产党在建党初期认可民族自决和联邦制，鼓勵中國各地區與中国少数民族進行独立建国運動，曾經支持湖南獨立運動，内蒙古自治政府以及日治台灣下的台灣獨立運動。中國共產黨本身也在中國建立分離主義政權，如中华苏维埃共和国與中华苏维埃共和国西北联邦等多個蘇區，從中華民國中叛離。第二次世界大戰結束後，開始國共內戰，中華民國敗退至台灣，中國共產黨在中國大陸建立中華人民共和國。
在中華人民共和國建立後，中國共產黨放棄支持分離主義，只允許小幅度的民族自治。1950年中國人民解放軍發起昌都戰役，攻下西藏。
文化大革命時期，中國共產黨的統治轉趨嚴厲。內蒙古發生内人党事件，批斗烏蘭夫“搞独立王国”，企圖讓內蒙古獨立，對內蒙古控制加強。

## 各分離主義

### 台獨
1949年，中國人民解放軍進攻金門，發起古寧頭戰役，中華民國國軍防衛成功，中華民國鞏固了台澎金馬地區，重新站穩腳跟。1958年到1979年間發生八二三炮戰，中國人民解放軍再度被擊退。在韓戰後，中華民國獲得美國援助，經濟開始起飛，形成台灣經濟奇蹟，國家日漸富裕。在李登輝總統之後，台灣放棄將中華人民共和國視為分離主義叛亂政權的想法，逐漸將中華人民共和國視為獨立國家，與中國大陸統一的想法在台灣內部漸漸成為少數意見。
中華人民共和國秉持一個中國原則認定台灣為中國組成部份，中華人民共和國為全中國唯一合法代表。長期主張在不放棄使用武力的情況下，通過和平方式收復台灣，完成中國統一。

### 蒙獨
在蘇聯支持下，外蒙古自中華民國獨立，建立蒙古人民共和國，中國共產黨在初期即表示支持。

### 香港獨立運動
1997年，英國政府根據中英聯合聲明將香港主權移交予中华人民共和国政府，香港特别行政区政府成立。因為不滿中華人民共和國政府未遵守一國兩制，不滿香港民主普選選舉程度低，在激進本土派興起香港獨立運動。